# Heleioporus
Heleioporus és un gènere de granotes de la família Myobatrachidae que es troba a Austràlia.